# Éthiopie aux Jeux olympiques d'été de 2000
L'Éthiopie participe aux Jeux olympiques d'été de 2000 à Sydney, en Australie, du 15 septembre au 1er octobre 2000. Il s'agit de leur neuvième participation à des Jeux olympiques d'été.
La délégation éthiopienne est composée de vingt-six athlètes concourant dans deux sports. Elle termine vingtième au classement par nations avec quatre médailles d'or, une médaille d'argent et trois médailles de bronze, soit un total de huit médailles.

## Nombre d'athlètes qualifiés par sport
Voici le nombre d'Éthiopiens qualifiés et sélectionnés par sport (remplaçants compris) :
| Sport      | Hommes | Femmes | Total |
| ---------- | ------ | ------ | ----- |
| Athlétisme | 13     | 11     | 24    |
| Boxe       | 2      | 0      | 2     |

## Liste des médaillés éthiopiens

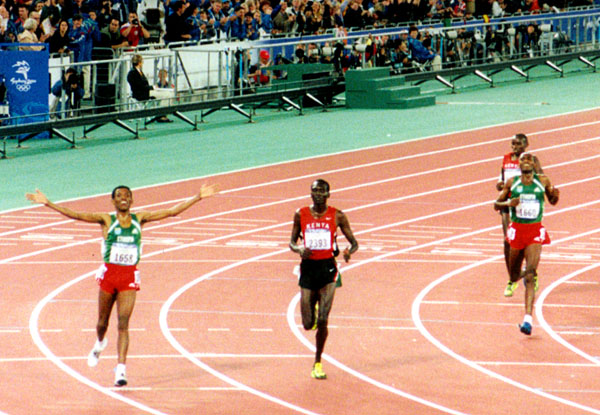
Deux Éthiopiens à l'arrivée du 10 000 mètres : Haile Gebrselassie (à gauche) remporte la médaille d'or et Assefa Mezgebu (à droite) la médaille de bronze.

### Médaillés d'or
Ont reçu la médaille d'or :
- Million Wolde – Athlétisme, 5 000 mètres, hommes ;
- Derartu Tulu – Athlétisme, 10 000 mètres, femmes ;
- Haile Gebrselassie – Athlétisme, 10 000 mètres, hommes ;
- Gezahegne Abera – Athlétisme, marathon, hommes.

### Médaillé d'argent
A reçu la médaille d'argent :
- Gete Wami – Athlétisme, 10 000 mètres, femmes.

### Médaillés de bronze
Ont reçu la médaille de bronze :
- Gete Wami – Athlétisme, 5 000 mètres, femmes ;
- Assefa Mezgebu – Athlétisme, 10 000 mètres, hommes ;
- Tesfaye Tola – Athlétisme, marathon, hommes.

## Podiums
Les huit médailles éthiopiennes sont concentrées sur cinq podiums, tous en athlétisme : en 5 000 m, en 10 000 m et en Marathon.
Les Éthiopiennes Derartu Tulu et Gete Wami font le doublé en tête du 10 000 mètres femmes. À cette occasion, Derartu Tulu bat le record olympique de la discipline et remporte la deuxième médaille d'or olympique de sa carrière ; Gete Wami, seconde, monte aussi sur le podium du 5 000 mètres.
Haile Gebreselassie et Assefa Mezgebu sont premier et troisième du 10 000 mètres hommes ; Gezahegne Abera et Tesfaye Tola sont premier et troisième du marathon.
Millon Wolde remporte l'or du 5 000 mètres hommes.

### Athlétisme

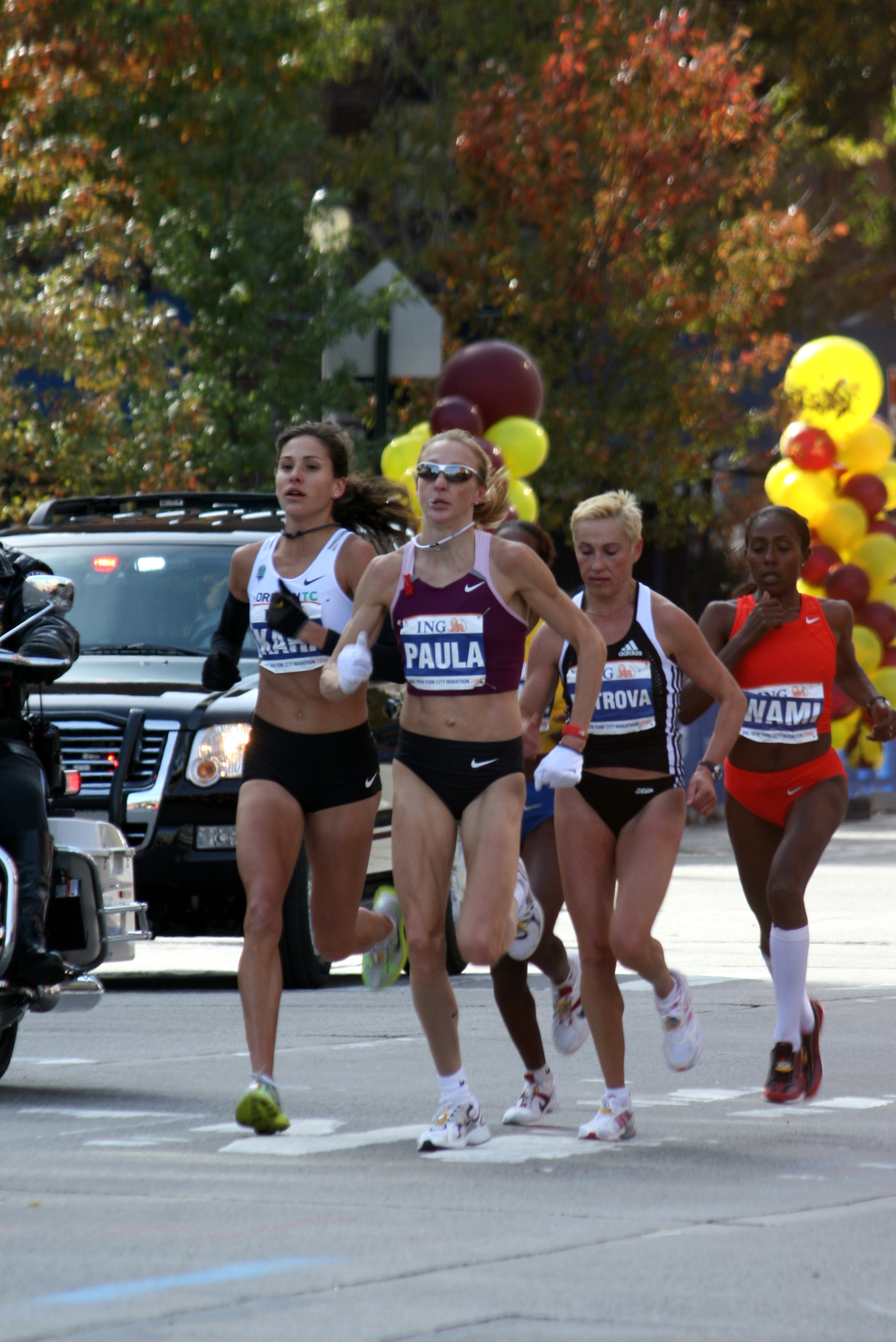
Gete Wami (ici à droite en 2008) est la plus médaillée des Éthiopiens en 2000, avec deux médailles.

| Épreuves | Or                                       | Argent                                     | Bronze                                |
| --- | ---------------------------------------- | ------------------------------------------ | ------------------------------------- |
| 5 000 m femmes détails | Gabriela Szabo (ROU) 14 min 40 s 79 (OR) | Sonia O'Sullivan (IRL) 14 min 41 s 02 (NR) | Gete Wami (ETH) 14 min 42 s 23        |
| 5 000 m hommes détails | Millon Wolde (ETH) 13 min 35 s 49        | Ali Saidi-Sief (ALG) 13 min 36 s 20        | Brahim Lahlafi (MAR) 13 min 36 s 47   |
| 10 000 m femmes détails | Derartu Tulu (ETH) 30 min 17 s 49 (OR)   | Gete Wami (ETH) 30 min 22 s 48             | Fernanda Ribeiro (POR) 30 min 22 s 88 |
| 10 000 m hommes détails | Haile Gebreselassie (ETH) 27 min 18 s 20 | Paul Tergat (KEN) 27 min 18 s 29           | Assefa Mezgebu (ETH) 27 min 19 s 75   |
| Marathon hommes détails | Gezahegne Abera (ETH) 2 h 10 min 11 s    | Eric Wainaina (KEN) 2 h 10 min 31 s        | Tesfaye Tola (ETH) 2 h 11 min 10 s    |
| Records et Performances - AR : Record continental (area record) - CR : Record des championnats (championship record) - MR : Record du meeting (meet record) - NR : Record national (national record) - OR : Record olympique (olympic record) - PR : Record paralympique (paralympic record) - PB : Record personnel (personal best) - SB : Meilleure performance personnelle de la saison (season's best) - WL : Meilleure performance mondiale de l'année (world leader) - WJR : Record du monde junior (world junior record) - WR : Record du monde (world record) Circonstances et Conditions - DNF : N'a pas terminé (did not finish) - DNS : N'a pas pris le départ (did not start) - DQ : Disqualification (disqualification) - NM : Aucun essai valable enregistré (No Mark) - Q : Qualifié « directement » au prochain tour (ou à la prochaine compétition), lors d'une compétition majeure, grâce au classement ou à la réalisation des minima (automatic qualifier) - q : Qualifié au prochain tour (ou à la prochaine compétition), lors d'une compétition majeure, grâce au repêchage ou à la réalisation de l'une des meilleures performances parmi celles des « non qualifiés directement » (grâce au meilleur temps ou à la meilleure distance par exemple) (secondary qualifier) |                                          |                                            |                                       |

## Ensemble des participants
Les participants éthiopiens sont au nombre de vingt-six à ces Jeux olympiques, quinze hommes et onze femmes. Le plus jeune sélectionné est Abebech Negussie, 17 ans ; le plus âgé est Simretu Alemayehu, 29 ans.
Le plus médaillé est une femme, Gete Wami, avec deux médailles, une d'argent et une de bronze, respectivement dans le 10 000 mètres et dans le 5 000 mètres individuel.

## Athlétisme

### Hommes
| Athlète            | Épreuve             | Séries         | Séries      | Quarts de finale | Quarts de finale | Demi-finales  | Demi-finales | Finale          | Finale             |
| Athlète            | Épreuve             | Temps          | Rang        | Temps            | Rang             | Temps         | Rang         | Temps           | Rang               |
| ------------------ | ------------------- | -------------- | ----------- | ---------------- | ---------------- | ------------- | ------------ | --------------- | ------------------ |
| Daniel Zegeye      | 1 500 m             | 3 min 40 s 91  | 5e          | Non disputé      | Non disputé      | 3 min 38 s 08 | 3e           | 3 min 36 s 78   | 6e                 |
| Hailu Mekonnen     | 1 500 m             | 3 min 39 s 09  | 5e          | Non disputé      | Non disputé      | 3 min 40 s 92 | 7e           | Eliminé         | Eliminé            |
| Berhanu Alemu      | 1 500 m             | 3 min 38 s 79  | 5e          | Non disputé      | Non disputé      | 3 min 41 s 09 | 10e          | Eliminé         | Eliminé            |
| Million Wolde      | 5 000 m             | 13 min 22 s 75 | 2e          | Non disputé      | Non disputé      | Non disputé   | Non disputé  | 13 min 35 s 49  | Médaille d'or      |
| Fita Bayisa        | 5 000 m             | 13 min 22 s 92 | 3e          | Non disputé      | Non disputé      | Non disputé   | Non disputé  | 13 min 37 s 03  | 4e                 |
| Dagne Alemu        | 5 000 m             | 13 min 29 s 93 | 3e          | Non disputé      | Non disputé      | Non disputé   | Non disputé  | 13 min 37 s 17  | 6e                 |
| Haile Gebrselassie | 10 000 m            | 27 min 50 s 01 | 1er         | Non disputé      | Non disputé      | Non disputé   | Non disputé  | 21 min 18 s 20  | Médaille d'or      |
| Assefa Mezgebu     | 10 000 m            | 27 min 50 s 64 | 4e          | Non disputé      | Non disputé      | Non disputé   | Non disputé  | 27 min 19 s 75  | Médaille de bronze |
| Girma Tolla        | 10 000 m            | 27 min 44 s 01 | 1er         | Non disputé      | Non disputé      | Non disputé   | Non disputé  | 27 min 49 s 75  | 11e                |
| Gezahegne Abera    | Marathon            | Non disputé    | Non disputé | Non disputé      | Non disputé      | Non disputé   | Non disputé  | 2 h 10 min 11 s | Médaille d'or      |
| Tesfaye Tola       | Marathon            | Non disputé    | Non disputé | Non disputé      | Non disputé      | Non disputé   | Non disputé  | 2 min 11 s 10   | Médaille de bronze |
| Simretu Alemayehu  | Marathon            | Non disputé    | Non disputé | Non disputé      | Non disputé      | Non disputé   | Non disputé  | 2 min 17 s 21   | 22e                |
| Girma Maru Daba    | 3000 mètres steeple | 8 min 35 s 34  | 7e          | Eliminé          | Eliminé          | Eliminé       | Eliminé      | Eliminé         | Eliminé            |

### Femmes
| Athlète          | Épreuve  | Séries         | Séries      | Quarts de finale | Quarts de finale | Demi-finales  | Demi-finales | Finale          | Finale             |
| Athlète          | Épreuve  | Temps          | Rang        | Temps            | Rang             | Temps         | Rang         | Temps           | Rang               |
| ---------------- | -------- | -------------- | ----------- | ---------------- | ---------------- | ------------- | ------------ | --------------- | ------------------ |
| Kutre Dulecha    | 1 500 m  | 4 min 09 s 88  | 1er         | Non disputé      | Non disputé      | 4 min 06 s 78 | 2e           | 4 min 05 s 33   | 4e                 |
| Abebech Negussie | 1 500 m  | 4 min 15 s 52  | 11e         | Eliminé          | Eliminé          | Eliminé       | Eliminé      | Eliminé         | Eliminé            |
| Hareg Sidelil    | 1 500 m  | 4 min 14 s 05  | 11e         | Eliminé          | Eliminé          | Eliminé       | Eliminé      | Eliminé         | Eliminé            |
| Gete Wami        | 5 000 m  | 15 min 08 s 92 | 3e          | Non disputé      | Non disputé      | Non disputé   | Non disputé  | 14 min 42 s 23  | Médaille de bronze |
| Ayelech Worku    | 5 000 m  | 15 min 13 s 26 | 4e          | Non disputé      | Non disputé      | Non disputé   | Non disputé  | 14 min 42 s 67  | 4e                 |
| Werknesh Kidane  | 5 000 m  | 15 min 08 s 62 | 2e          | Non disputé      | Non disputé      | Non disputé   | Non disputé  | 14 min 47 s 40  | 7e                 |
| Derartu Tulu     | 10 000 m | 32 min 06 s 19 | 1er         | Non disputé      | Non disputé      | Non disputé   | Non disputé  | 30 min 17 s 49  | Médaille d'or      |
| Gete Wami        | 10 000 m | 32 min 34 s 63 | 4e          | Non disputé      | Non disputé      | Non disputé   | Non disputé  | 30 min 22 s 48  | Médaille d'argent  |
| Berhane Adere    | 10 000 m | 32 min 34 s 62 | 3e          | Non disputé      | Non disputé      | Non disputé   | Non disputé  | 31 min 40 s 52  | 12e                |
| Elfenesh Alemu   | Marathon | Non disputé    | Non disputé | Non disputé      | Non disputé      | Non disputé   | Non disputé  | 2 h 26 min 54 s | 6e                 |
| Fatuma Roba      | Marathon | Non disputé    | Non disputé | Non disputé      | Non disputé      | Non disputé   | Non disputé  | 2 h 27 min 38 s | 9e                 |
| Gadissie Edato   | Marathon | Non disputé    | Non disputé | Non disputé      | Non disputé      | Non disputé   | Non disputé  | 2 h 42 min 29 s | 36e                |

## Boxe

### Hommes
| Athlète         | Catégorie    | 16e de finale         | 8e de finale        | Quart de finale     | Demi-finale         | Finale              |
| Athlète         | Catégorie    | Adversaire Résultat   | Adversaire Résultat | Adversaire Résultat | Adversaire Résultat | Adversaire Résultat |
| --------------- | ------------ | --------------------- | ------------------- | ------------------- | ------------------- | ------------------- |
| Johnny Sheferaw | Poids plumes | Défaite Mexique 4-19  | Eliminé             | Eliminé             | Eliminé             | Eliminé             |
| Adisu Tebedu    | Poids légers | Défaite Roumanie 3-15 | Eliminé             | Eliminé             | Eliminé             | Eliminé             |